# Teorema de De Bruijn-Erdős (geometría de incidencia)

Un casi haz de siete puntos

En geometría de incidencia, el teorema de De Bruijn-Erdős, publicado originalmente por Nicolaas Govert de Bruijn y Paul Erdős en 1948, establece un límite inferior relativo al número de líneas rectas determinado por n puntos en un plano proyectivo. Por la propiedad de la dualidad, esto también constituye una cota respecto al número de puntos de intersección determinado por una configuración de líneas rectas.
Aunque la demostración de De Bruijn y Erdős es combinatoria, ambos señalaron en su artículo que el resultado análogo (euclídeo) es una consecuencia del teorema de Sylvester-Gallai, mediante una inducción sobre el número de puntos.

## Enunciado del teorema
Sea P una configuración de n puntos en un plano proyectivo, no todos en una recta. Sea t el número de rectas determinado por P. Entonces,
- t = n, y
- si t = n, dos rectas cualesquiera tienen exactamente un punto de P en común. En este caso, P es un plano proyectivo o P es un casi haz, lo que significa que exactamente n - 1 de los puntos son colineales.[2]

## Demostración euclídea

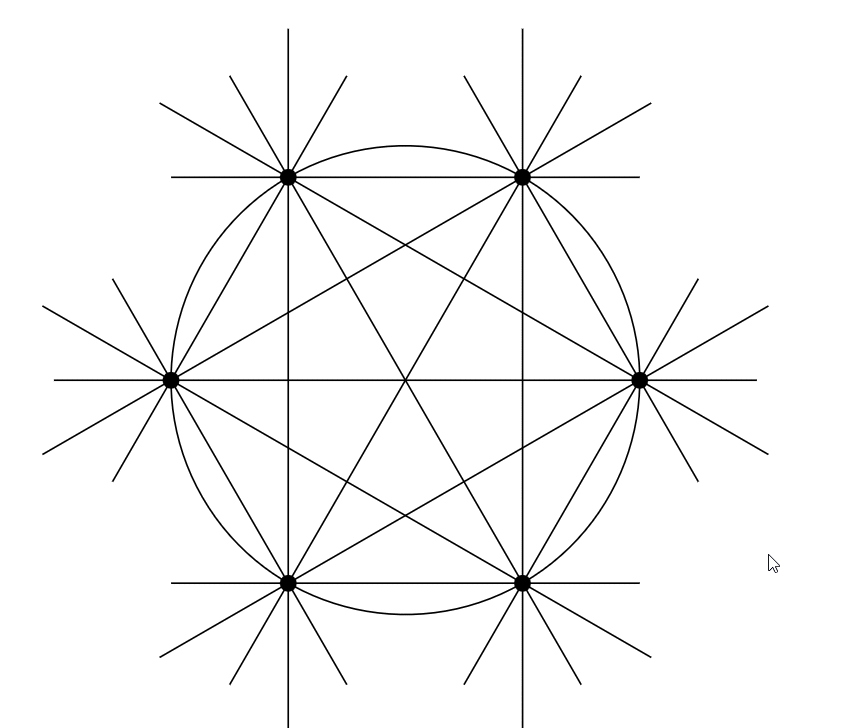
puntos cocíclicos determinan líneas rectas

El teorema es claramente cierto para tres puntos no colineales, y se puede demostrar procediendo por inducción.
Supóngase que n > 3 y que el teorema es cierto para n − 1.
Sea P un conjunto de n puntos no todos ellos colineales.
El teorema de Sylvester-Gallai establece que existe una recta que contiene exactamente dos puntos de P. Las rectas que contienen únicamente dos puntos se denominan rectas ordinarias.
Sean a y b los dos puntos de P de una recta ordinaria. Si la eliminación del punto a produce un conjunto de puntos colineales, entonces P genera un conjunto de n líneas rectas (las n - 1 líneas ordinarias que pasan por a más la línea recta que contiene los otros n - 1 puntos).
De lo contrario, la eliminación de a produce un conjunto, P, de n - 1 puntos que no son todos colineales.
Por la hipótesis de inducción, P determina al menos n - 1 líneas rectas. La línea recta ordinaria determinada por a y b no se encuentra entre estas, por lo que P determina al menos n líneas rectas.

## Demostración de J. H. Conway
John Horton Conway ideó una demostración puramente combinatoria que, en consecuencia, también es válida para puntos y líneas rectas sobre los números complejos, cuaterniones y octoniones.